# 小川村 (愛知県東加茂郡)
小川村（おがわむら）は、かつて愛知県東加茂郡にあった村。
現在の豊田市の一部（松平地区の林添町・長沢町・滝脇町・桂野町・中垣内町・九久平町・鍋田町など）に該当する。

## 歴史
- 1878年（明治11年） - 西大沼村、遊平村が合併し、長沢村となる。
- 1889年（明治22年）10月1日 - 下河内村、林添村、長沢村、滝脇村、七売村、川向村、桂野村、中垣内村、中村、九久平村、曲リ村、鍋田村、大給村が合併し、小川村が発足。
- 1906年（明治39年）5月1日 - 松平村、志賀村、豊栄村の大部分[1]と穂積村の一部[2]と合併し、松平村が発足。同日小川村は廃止。